# George Thomas, 1:e viscount Tonypandy
Thomas George Thomas, 1st Viscount Tonypandy, född 29 januari 1909, död 22 september 1997, var en brittisk politiker som var parlamentsledamot och talman i underhuset från 1976 till 1983. Han valdes till parlamentsledamot för Labour.
Han föddes i Port Talbot i södra Wales och arbetade till en början som lärare i både London och Cardiff. Han var parlamentsledamot från 1945 till 1983 och innehade ämbetet i Harold Wilsons Labourregering 1964-1970, bland annat som minister för Wales från 1968 till 1970. Som biträdande minister vid det walesiska kontoret var han en av de första på plats vid Aberfanolyckan (21 oktober 1966), och var senare inblandad i det kontroversiella regeringsbeslutet att använda pengar från Aberfan Charity Fund för att rensa bort kvarvarande avfallstippar från National Coal Board runt om i byn.
År 1976 valdes Thomas till talman, i vilken roll den första TV-sändningen av parlamentets förhandlingar gav honom en aldrig tidigare skådad uppmärksamhet från allmänheten. Han är den senaste talmannen som har tjänstgjort som minister i regeringen innan han blev talman. Han avgick från parlamentet 1983 och upphöjdes till pärsvärdighet som Viscount Tonypandy, av Rhondda i grevskapet Mid Glamorgan.

## Biografi

### Uppväxt och utbildning
Thomas föddes i Port Talbot i Glamorgan, som andre son till Zachariah Thomas, en walesisktalande gruvarbetare från Carmarthen, och Emma Jane Tilbury, dotter till en av grundarna av den engelska metodistkyrkan i Tonypandy. Han hade två äldre systrar, Ada May och Dolly, en äldre bror Emrys och en yngre bror Ivor. Hans far drack mycket och familjen var lycklig när han tog värvning i början av första världskriget. De blev mindre nöjda när Emma var tvungen att ta med sig sitt vigselbevis till domstolen för att bevisa att hon var Zachariahs hustru och inte den kvinna i Kent som han hade tilldelat sitt soldatbidrag. Han återvände aldrig till södra Wales och dog av tuberkulos 1925. [3].
Thomas uppfostrades av sin mor i byn Trealaw i södra Wales, tvärs över floden Rhondda Fawr från staden Tonypandy. Alla hans fyra syskon slutade skolan vid 13 års ålder. Hans två systrar började arbeta i hemmet, hans äldre bror började arbeta i en kolgruva och hans yngre bror arbetade i en affär. Han gick på Trealaw Boys' School där han klarade stipendieprovet för Tonypandy Higher Grade School, senare befordrad till Tonypandy Secondary Grammar School. Efter att ha slutat skolan blev Thomas lärarelev, först i Trealaw och sedan i Fanshawe Crescent School, Dagenham, Essex, varefter han gick en tvåårig lärarutbildning vid University College i Southampton. Han arbetade sedan som lärare i både London och Cardiff. Han var fackföreningsmedlem i National Union of Teachers (N.U.T.) och ledde en hungermarsch från Tonypandy till Cardiff 1936, under den stora depressionen. Efter att ha erkänts som olämplig för militärtjänst av medicinska skäl under andra världskriget tog han sedan värvning bland de frivilliga i reservpolisen (Special Constabulary). Han var medlem av NYT:s verkställande organ från 1942 till 1945.

### Politisk karriär

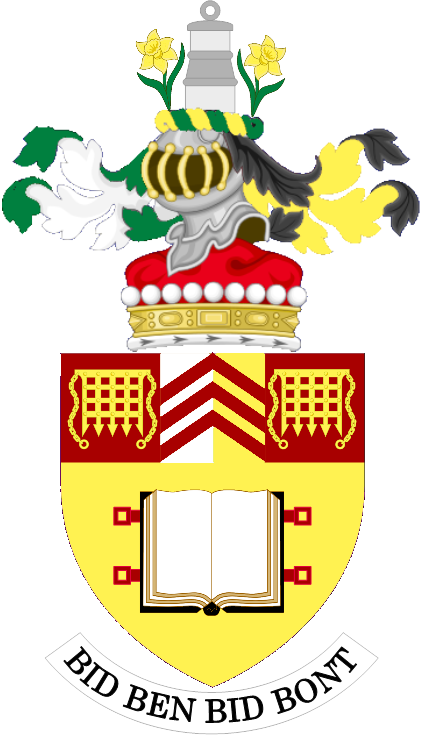
Heraldiskt vapen för Viscount Tonypandy

Thomas valdes in i parlamentet i Attlees jordskredsseger i valet 1945 och innehade Cardiff Central mellan 1945 och 1950 och Cardiff West mellan 1950 och sin pensionering från underhuset vid valet 1983. Till en början stod han till vänster i partiet, men stödde utan framgång Aneurin Bevan när den senare kandiderade till partiledarposten mot Hugh Gaitskell 1955. Som enkel parlamentsledamot kampanjade han aktivt och framgångsrikt för en reform av arrenderätten, särskilt för att skydda gruvarbetare i södra Wales från risken att deras hem skulle återgå till ägarna till de gruvor där de var anställda. När Labourpartiet kom till makten under Harold Wilson 1964 blev Thomas biträdande statssekreterare för inrikesdepartementet. I april 1966 utsågs han till minister för Wales och var en av de första på plats vid Aberfanolyckan i oktober 1966.
Thomas visade till en början sympati för folket i byn, där en slagghög från NCB:s gruvavfall gled nerför en sluttning och uppslukade hus och en grundskola och dödade 144 människor, varav 116 barn. Meningsskiljaktigheter uppstod senare, när Thomas vägrade att beordra att de andra högarna runt byn, som byborna kämpade för, skulle tas bort. När regeringen till slut gick med på kraven på avlägsnande tog den 150 000 pund från Aberfans hjälpfond – som samlats in för att hjälpa katastrofens offer och deras familjer – som en del av kostnaderna. Drygt 30 år senare återbetalades pengarna av den nyutnämnde statssekreteraren för Wales, Ron Davies, som beskrev det som "ett fel som behövde rättas till".
I början av 1967 blev han minister för samväldesfrågor. Som minister för Wales från 1968 till 1970 presiderade han över installationen av prinsen av Wales på Caernarfon Castle 1969. Thomas var djupt fäst vid den kungliga familjen och var också en stark motståndare till Plaid Cymru, och särskilt till Cymdeithas yr Iaith Gymraeg. För att försona de walesiska nationalisterna, och eftersom George Thomas anklagades för att inte ha goda kunskaper i det walesiska språket, utsåg Harold Wilson John Morris till statssekreterare för Wales. År 1974 valdes Thomas till ordförande för Ways and Means och vice talman i underhuset. Två år senare efterträdde han Selwyn Lloyd som talman i underhuset. Han var talman under en period som visade sig vara turbulent i politiken. James Callaghans Labourregering befann sig i svårigheter i slutet av 1970-talet. I spetsen för en minoritetsregering var premiärministern tvungen att ta itu med de stora strejkerna under "Missnöjets vinter" 1978-1979. Margaret Thatcher, ledare för den parlamentariska oppositionen, ledde det konservativa partiet mycket längre åt höger. Både regeringen och oppositionen utövade ibland påtryckningar på George Thomas, som då varnade dem för att han skulle bevara representanthusets oberoende och offentliggöra ytterligare påtryckningar. Efter att ha avsagt sig alla partipolitiska band i kraft av sin ställning hade talmannen dragit till sig fientlighet från Labourpartiet. Den första TV-sändningen av parlamentsförhandlingar (även om endast ljudet sändes fram till 1989, inte direktsända bilder) gav honom en aldrig tidigare skådad uppmärksamhet från allmänheten.
Han tog emot och organiserade festligheter både för olika personligheter i riket och för "många ödmjuka människor i Wales". George Thomas anklagades snart av Thatchers belackare för att ha haft alltför hjärtliga relationer med henne, trots deras mycket olika politiska ursprung och i förakt för den opartiskhet han borde visa. Han köpte presenter till premiärministerns barn och skrev till henne privat för att uppmuntra henne i "dina heroiska insatser för att vända det här landet". Han anklagades också för att inte ha gett tillräckligt uttryck åt de deputerade som var fientliga till Falklandskriget 1982.
I juni 1983 gick han i pension och upphöjdes till pärsvärdighet med en ärftlig pärsvärdighet som Viscount Tonypandy, av Rhondda i grevskapet Mid Glamorgan. Detta var den sista skapelsen av ett Viscountcy i Storbritannien. Willie Whitelaw, som ofta nämns som den siste av sitt slag, fick sin i juni 1983. År 1983 tilldelades han också graden Juris doktor honoris causa av University of Leeds.
I överhuset var Thomas en uttalad kritiker av Europeiska unionen och Maastrichtfördraget, och i en debatt i juni 1993 stödde han baronessan Thatchers kommentarer och försvarade henne efter att Lord Jenkins of Hillhead hade kritiserat hennes liknande "extrema" åsikter mot ytterligare europeisk sociopolitisk integration.
Thomas motstånd mot walesisk nationalism uttrycktes slutligen i fientlighet mot Blair-regeringens förslag om självstyre från 1997. Han blev tillfrågad av Robert Hodge, son till Sir Julian Hodge, att bli medlem i styrkommittén för "Just Say No"-kampanjen (som motsatte sig decentralisering 1997). Trots att han var sjuk i cancer gick Thomas med på en ceremoniell roll och blev ordförande.
Under det året gav han också sitt mycket uppmärksammade stöd till Sir James Goldsmiths Referendum Party, eftersom han ansåg att Europeiska unionen äventyrade parlamentets suveränitet. Han skrev också förordet till Adrian Hiltons bok i denna fråga, The Principality and Power of Europe.
Utanför parlamentet var Lord Tonypandy ordförande för Bank of Wales mellan 1985 och 1991.
Ett porträtt av Thomas i talmannens skrud ingår i riksdagens konstsamling.

## Privatliv
Efter Lord Tonypandys död avslöjade Leo Abse, före detta parlamentsledamot för det walesiska Labourpartiet, att Thomas hade varit homosexuell och blivit utpressad på grund av det. Abse, som lade fram det lagförslag som delvis avkriminaliserade homosexualitet i Storbritannien, diskuterade denna händelse i sin bok Tony Blair: The Man Behind the Smile. Han sa Thomas hade betalat pengar till utpressare för att hålla information relaterad till hans privatliv hemlig. Abse sade att han en gång hade lånat ut 800 pund till Thomas för att betala utpressare, och att han också hade gett råd när Thomas fick en könssjukdom av en prostituerad pojke. Abse skrev att även om han i övrigt var en tuff och orädd politiker, skulle Thomas "farligt överreagera och få panik om det fanns minsta tecken på en spricka i den tunna is som han åkte skridskor på hela detta liv ... Minsta darrning av skandal ... reducerade honom till gelé." Han förklarade också att han hade bestämt sig för att avslöja Thomas sexualitet eftersom han trodde att "de gåvor han gav till nationen i grunden uppstod på grund av, inte trots, hans sexuella läggning", och tillade att han förde med sig "en feminin känslighet och empati" till politiken.
Under hela sin karriär förblev Thomas en djupt religiös man och var en framstående medlem av metodistkyrkan. Han var en lokal predikant och tidigare vice ordförande för metodistkonferensen.  Han var känd under smeknamnet "Tommy Twice" (från hans fullständiga namn) och hans walesiska accent som ropar "Ordning! Ordning!" som talman var välbekanta för en generation britter.
Lord Tonypandy drabbades av strupcancer och sedan även magcancer och avled i Cardiff den 22 september 1997. Han var förlovad två gånger men gifte sig aldrig, så det fanns ingen arvinge till adelskapet, som utslocknade. Hans grav finns på Trealaw Cemetery.

## Anklagelser om sexuella övergrepp
I juli 2014 rapporterade brittiska medier att polisen i södra Wales utredde anklagelser om att Thomas hade förgripit sig sexuellt på en nioårig pojke i slutet av 1960-talet. I mars 2015 bekräftade polisen i södra Wales att de utredde påståenden om att han hade varit inblandad i övergrepp mot barn. Undersökningen avslutades i mars 2017 utan att några åtgärder vidtogs.